# Libro de horas de la reina María de Navarra
El Libro de horas de la reina María de Navarra es un libro de miniaturas iluminadas góticas realizado en Barcelona por encargo del rey Pedro el Ceremonioso hacia el 1342, como regalo de bodas de su primera esposa, María de Navarra. Su autor es Ferrer Bassa, según el encargo real, si bien estilísticamente se identifican dos artistas más de su taller, su hijo Arnau Bassa y el Maestro de Baltimore.
La obra cuenta con una ilustración abundante que complementa la riqueza del contenido litúrgico, de características casi exclusivas, como las horas en honor de su ascendiente directo, San Luis. En las imágenes se enfatiza el tratamiento del espacio y el uso de colores vivos y delicados. La característica que define el estilo del artista es la forma de mostrar los rostros de los personajes, con unas narices puntiagudas y mirada penetrante.
El ejemplar del Libro de horas actualmente se encuentra en la Biblioteca Marciana de Venecia.

## Contexto

### Antecedentes históricos
Cuando en la Corona de Aragón reinaba el rey Alfonso el Benigno, fueron coronados como reyes de Navarra en 1328 el matrimonio formado por Juana II de Navarra y Felipe de Évreux; estos siguieron una política de alianzas matrimoniales de sus hijos para conseguir sus objetivos políticos. Navarra tenía tensiones territoriales con el Reino de Castilla y una de estas alianzas fue con la Corona de Aragón para asegurar su neutralidad en caso de conflicto con los castellanos. Así, los reyes de Navarra pactaron en 1329 con el rey Alfonso, el casamiento de su hija mayor, Juana Evreux, con su hijo Pedro de diez años, futuro rey de Aragón, pero finalmente Juana entró como religiosa en la abadía de Longchamps cercana a París y fundada por una antepasada suya Isabel de Francia. Esto hizo cambiar los planes y comprometieron su segunda hija, María, con Pedro el Ceremonioso, quien ya había sucedido a su padre, mediante unas capitulaciones firmadas el 6 de enero de 1336 en el castillo de Anet. En el documento se estipulaba una dote de 60.000 libras sanchetes a pagar en varios plazos por los navarros al rey Pedro y se fijaba la residencia de María en Tudela hasta que hubiera cumplido los doce años de edad. El traslado hasta esta ciudad acompañada de su séquito pasó por Roncesvalles, Pamplona, Olite, y llegó a Tudela el 23 de mayo de 1338.
El rey Pedro había preparado una serie de regalos de boda, entre los que había una corona, seis anillos con esmeraldas, rubíes y diamantes. Además, le regalaba las ciudades de Tarazona, Jaca y Teruel con sus rentas y 150.000 sueldos barceloneses anuales. Estaba, sin embargo, preocupado por el pago de la dote que no llegaba y que después de muchos incumplimientos y reclamaciones terminó de pagar la reina Juana cuando, su marido, el rey Felipe ya había fallecido en 1343.
El matrimonio se había de celebrar en Zaragoza, pero María se sintió mal durante su viaje y se detuvo en Alagón. Pedro, que ya había aceptado varios retrasos de la fecha de la boda, hizo venir al obispo de Châlons y el 25 de julio de 1338 se celebró la ceremonia en el mismo Alagón, convirtiéndose María en la primera de sus cuatro esposas.

### Autores
Las primeras atribuciones sobre la autoría realizadas por Santiago Alcolea Blanch apuntaban exclusivamente a Ferrer Bassa: Posteriormente, Alix Saulnier-Pinsard propuso al Maestro de San Marcos como autor principal acompañado de un ayudante no identificado. En la última década del siglo XX Rosa Alcoy y Joaquín Yarza publicaron sendos estudios sobre la obra que, a partir del análisis de los diferentes estilemas y la comparación estilística con otras obras de sus autores, coinciden en identificar la intervención de hasta tres miniaturistas que son responsables de grupos homogéneos de representaciones integrados dentro del libro. No se trata de simples ayudantes de un taller jerarquizado, sino que la obra es el resultado de un trabajo en equipo con una participación interdisciplinar, con la supervisión y coordinación del maestro principal.
Los tres pintores responsables de la factura de esta obra habrían sido Ferrer Bassa, su hijo Arnau Bassa y el Maestro de Baltimore, un miembro de su taller.
Ferrer Bassa el maestro del taller, fue un pintor conocido principalmente por su actividad como miniaturista y como pintor del rey de la Corona de Aragón. Abandonó la inicial influencia franco gótica y como otros pintores de la Corona de Aragón, recibió la influencia de la escuela florentina y la escuela sienesa, motivo por el que se le ha llamado el «Giotto catalán». Sin embargo, no se cree que su «giottismo» sea una influencia directa de la escuela florentina, sino de los hermanos Pietro y Ambrogio Lorenzetti que importaron el estilo de Giotto desde Asís hacia Siena, donde es probable que viajara Ferrer Bassa y donde habría observado modelos que le influyeron en su obra. Además de este libro de horas para la reina María de Navarra, de su obra como miniaturista destaca el Salterio anglocatalán, un trabajo que se había iniciado un poco antes del año 1200 en Canterbury y que tras una interrupción fue terminado en Barcelona el año 1340 por Ferrer Bassa. El códice original se conserva en París, en la Biblioteca Nacional de Francia.
Arnau Bassa, hijo de Ferrer Bassa, comenzó a aparecer relacionado con su padre a partir de 1345 como componente de su taller. Su obra más destacada es el retablo de San Marcos encargado el 11 de diciembre de 1346 para la capilla que el gremio de zapateros de Barcelona tenía en la catedral de Barcelona. En 1348 padre e hijo murieron a consecuencia de la epidemia de peste de ese año.
El Maestro de Baltimore fue un miniaturista y pintor de identidad desconocida cercano al entorno de Arnau Bassa, a quien se conoce por este nombre debido a una de sus obras maestras, un tríptico con escenas de la Virgen que se conserva en el Walters Art Museum de Baltimore, en Estados Unidos. La historiadora Rosa Alcoy propuso una teoría que lo identificaba con Jaume Cascalls, yerno de Ferrer Bassa y colaborador en alguno de sus trabajos, si bien otros historiadores no coinciden con esta atribución.

## Historia
La información documental sobre la autoría y encargo del libro no es un contrato, como había en otras obras encargadas por el rey Pedro el Ceremonioso a Bassa, sino varios pagos realizados entre el 1 de junio y el 19 de septiembre de 1340 a cuenta de «Oras e retablos», una expresión que había sido interpretada como pagos por «obras y retablos», hasta que se descubrió un nuevo documento de 1342 donde se documentaba la realización de un libro de horas por parte de Ferrer Bassa, lo que confirmaba que el término «Oras» no era un error del copista, sino la referencia a este libro de horas para su esposa.
El documento en cuestión es una carta enviada por el rey el 26 de abril de 1342 desde Barcelona a María, que estaba en Valencia, donde le pide que le envíe mediante la primera persona que viaje de: «las más bellas horas, que están en un estuche y que fueron pintadas por Ferrer Bassa».
Por las fechas de realización, es probable que fuese un regalo vinculado a la fecha de consumación del matrimonio o cuando María quedó embarazada por primera vez.
En los años 1980, la historiadora medievalista Rosa Alcoy desarrolló una tesis sobre la datación que permitía no fijar en 1342 como terminus ante quem y situaba la confección del manuscrito hacia el año 1346, lo que explicaría más razonadamente la intervención de hasta tres artistas en su confección. Según Alcoy, en su carta de 1342 el rey se referiría a otro libro para uso de la reina, probablemente propiedad del mismo rey Pedro, y entonces su petición sería para encargar un libro nuevo exclusivamente para ella.
Después de la muerte de María en su cuarto parto, el libro probablemente pasó a alguna de sus hijas, una costumbre habitual tal y como se puede ver en la documentación del legado de su hermana y reina de Francia, Blanca de Navarra, hacia sus hijas cuando murió unos años más tarde.

## Análisis

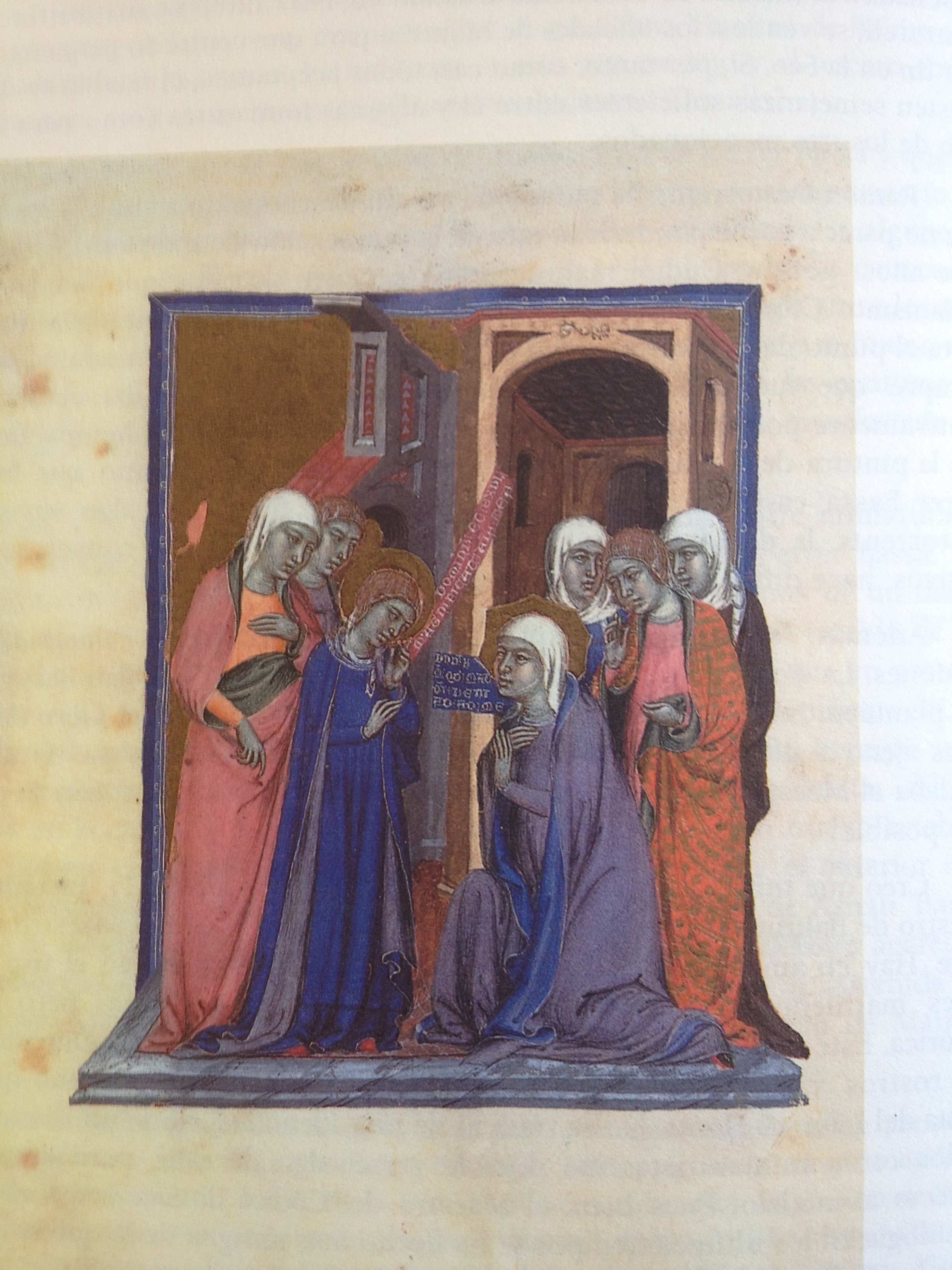
El tema de la Visitación del Maestro de Baltimore en el folio 44v.

La parte de texto de la obra está realizada por un único copista con letra gótica redondeada y bastante cerrada, que lo sitúa en la zona septentrional del territorio peninsular cercano al territorio occitano, bien Navarra o tierras del Pirineo catalán occidental. La preparación de los folios para la escritura es homogénea, en algunos se observa una pequeña marca hecha con punzón en la parte superior e inferior izquierda que permitía dibujar la raya vertical de inicio de línea. El rayado horizontal no es visible, salvo algunos pequeños fragmentos hechos probablemente con lápiz de plomo. Los perfiles en la tipografía se limitan a los signos ascendentes oblicuos dibujados de izquierda a derecha. La homogeneidad de las remisiones, horizontales y dibujadas con pluma, confirma la presencia de una sola mano en la escritura.
A la lujosa y abundante ilustración une la riqueza del contenido litúrgico, con características casi exclusivas, como las horas en honor de su ascendiente directo, San Luis. En la obra se enfatiza el tratamiento del espacio y el uso de colores vivos y delicados. La característica que define el estilo del artista es la forma de retratar los rostros de los personajes, con narices puntiagudas y mirada penetrante, una tipología que durará mucho tiempo en la pintura de los territorios de la Corona de Aragón. Destaca la influencia de Siena impuesta por Giotto di Bondone que suaviza el lenguaje plástico, introduce musicalidad y vitalidad del diseño gótico: las formas más dulces, las composiciones más armónicas.
El estilo de las iluminaciones atribuibles a Ferrer Bassa puede relacionarse con las del Salterio anglocatalán, el códice que se conserva en París, en la Biblioteca Nacional de Francia. En los folios correspondientes a los meses y al zodiaco se observa un tratamiento pictórico singular que aporta pinceladas rápidas y matices del color característico de los iconos de la primera mitad del siglo XIV, que Ferrer Bassa había adoptado y que, sin ser exclusivamente suyo en el trecento, sí lo es en el entorno catalán. También en las pinturas de la celda de San Miguel se observa una forma similar de perfilar los personajes y objetos representados.
Esta técnica de aplicación rápida de la pintura de comienzo a fin, con una yuxtaposición cromática, se puede percibir en las miniaturas de Ferrer Bassa, diferenciándose claramente de las realizadas por las otras manos y más en concreto si se comparan con las atribuidas al Maestro de Baltimore. Este autor presenta una calidad escultórica en su pintura muy diferente, a pesar de pertenecer a la cultura plástica propia del taller de los Bassa. Se puede observar, por ejemplo, la precisión en los detalles de los personajes en la «Visitación de María a Isabel» (folio 44v), donde las formas parecen tener volumen, por la colocación donde se ubican los personajes que es parte del fondo arquitectónico de la escena. Este efecto de incipiente tridimensionalidad representa una novedad en un manuscrito. Otros folios donde se pueden observar escenas de gran calidad de este autor son la «Presentación de María en el Templo» (folio 287v) o, dentro del ciclo de San Luis, la imagen de la reina orante con el santo (folio 198v).
Al Maestro de Baltimore se le atribuye la autoría de la marginalia, rostros, máscaras y otras imágenes que decoran las orlas de varios folios. Son imágenes antropomorfas, caras redondas o máscaras de color, pero también se encuentran dragones y otros animales fantásticos. Hay imágenes en los folios 62, 81, 124, 125, 130v, 133v, 146, 154, 166, 194, 242, 252v, 283v y 342. el autor dominaba la técnica italianizada desarrollada en Liguria e importada al taller barcelonés de Bassa.
La intervención de Arnau Bassa resulta su estilística más cercana a su padre y maestro Ferrer Bassa. Su rol de aprendiz se consolidó a partir de 1345 cuando ya firma contratos junto con su padre. Se puede observar una técnica de pincelada abierta, con poco interés en efectos demasiado realistas, que evita un perfil excesivo y duro, más propia del de Baltimore, en favor de unas modulaciones tenues situándose a medio camino entre la plasticidad de Ferrer y la precisión del Maestro de Baltimore, antes descritos.
La comparación de estilo entre las miniaturas de este códice y la tabla central del retablo de Santiago del monasterio de Jonqueres, de factura atribuida a Arnau, permite atribuir un grupo de folios a este autor. Existe bastante concordancia entre la opinión de Joaquín Yarza y Rosa Alcoy -que han escrito monografías sobre la autoría del libro de horas-, con excepción de los folios 81, 86, 154 y 205.
Algunas de las imágenes atribuidas a Arnau están inspiradas en la Virgen del tríptico de Baltimore, como la Virgen amamantando, del folio 15v. También la Anunciación del folio 17v guarda una similitud de composición con la misma escena del Retablo de San Vicente de Cardona que se conserva en el MNAC. Este retablo se atribuye al Maestro de Baltimore, si bien a causa de estas similitudes se ha sugerido que se trate de una obra de Arnau. Otro ejemplo es la escena del Pentecostés en el folio 160v, que comparte la imagen de la Virgen con el Salterio anglocatalán (folio 94). La pintura de Arnau se puede situar como un compendio de las fórmulas de Ferrer y del Maestro de Baltimore. Arnau suaviza la expresividad aguda de su padre, y a diferencia de él, aplica un juego de luz y sombra que dulcifica los rostros. El alejamiento de estilo respecto al padre le acerca a la influencia del Maestro sin llegar a su pintura escultórica.

### Marginalia decorativa

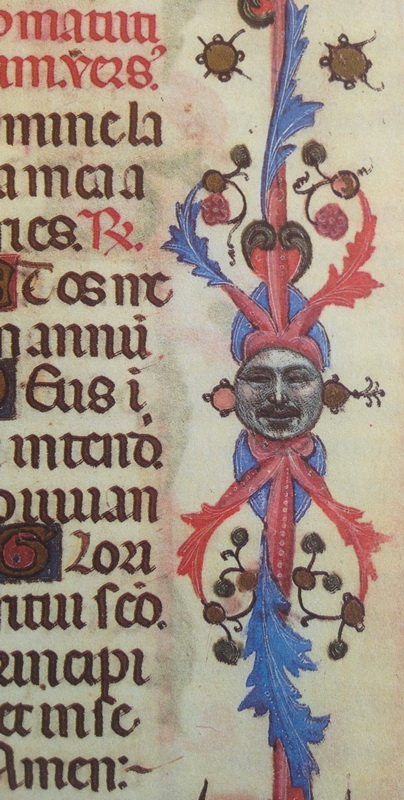
Rostro de marginalia hecha por el Maestro de Baltimore, f.161

Muchos de los folios cuentan con unas cenefas decorativas o marginalia con motivos florales y otras decoraciones, como animales en movimiento o imágenes humanas. Un estudio de Rosa Alcoy que analiza de forma específica este aspecto del Libro de horas... destaca el uso que el autor hace de los rostros y máscaras en la obra. La práctica de la marginalia ya se podía observar en Italia en las artes plásticas desde el fresco a la escultura o la miniatura. Esta influencia llegó a la Cataluña del trecento, si bien, en el caso de Ferrer Bassa, solo fue aplicada en su producción miniaturista, y no en toda, ya que en el Salterio no hay ninguna muestra.
La representación de rostros o cabezas aisladas es un recurso iconográfico antiguo que refiere a la  Gorgona  Medusa.  En el Libro de horas... las representaciones de rostros y máscaras denota la influencia de su trayectoria italianizante. Son imágenes que, además de la marginalia, también ocupan los espacios de algunas iniciales de página que no llegan a la categoría de letra capital. A veces simulan tener un cuerpo supuestamente escondido detrás del espacio blanco del folio, emulando un efecto tridimensional al tiempo misterioso de un personaje del que tan solo se observa la faz. Otros son de niños que sacan la lengua al lector. Los rostros a menudo muestran signos de alegría o tristeza, según corresponda al estado de ánimo que la escena principal evoca.

## Estructura
El libro está compuesto por hojas de vitela de primera calidad sin defectos, con unas medidas aproximadas de 171 x 119/120 cm. Los folios están numerados del 2 al 350 y falta el 258, si bien parece que no tenía texto ni decoración.
La sucesión de los textos es la normal en los libros de horas del siglo XIV, según el «uso de París» (secundum usum Parisiensis), como se menciona en el folio 20, al inicio del oficio de la Virgen María y con el estilo que se evidencia en las Letanías. El libro contempla los oficios completos separados en horas nocturnas y diurnas: maitines, laudes, prima, tercera, sexta, nona, vísperas y completas, con la peculiaridad de la presencia del oficio de San Luis. El calendario muestra un número limitado de santos y el único día remarcado en un color diferente es la Natividad de Jesús. En esta sección, las miniaturas se limitan a viñetas inscritas en el encuadre.

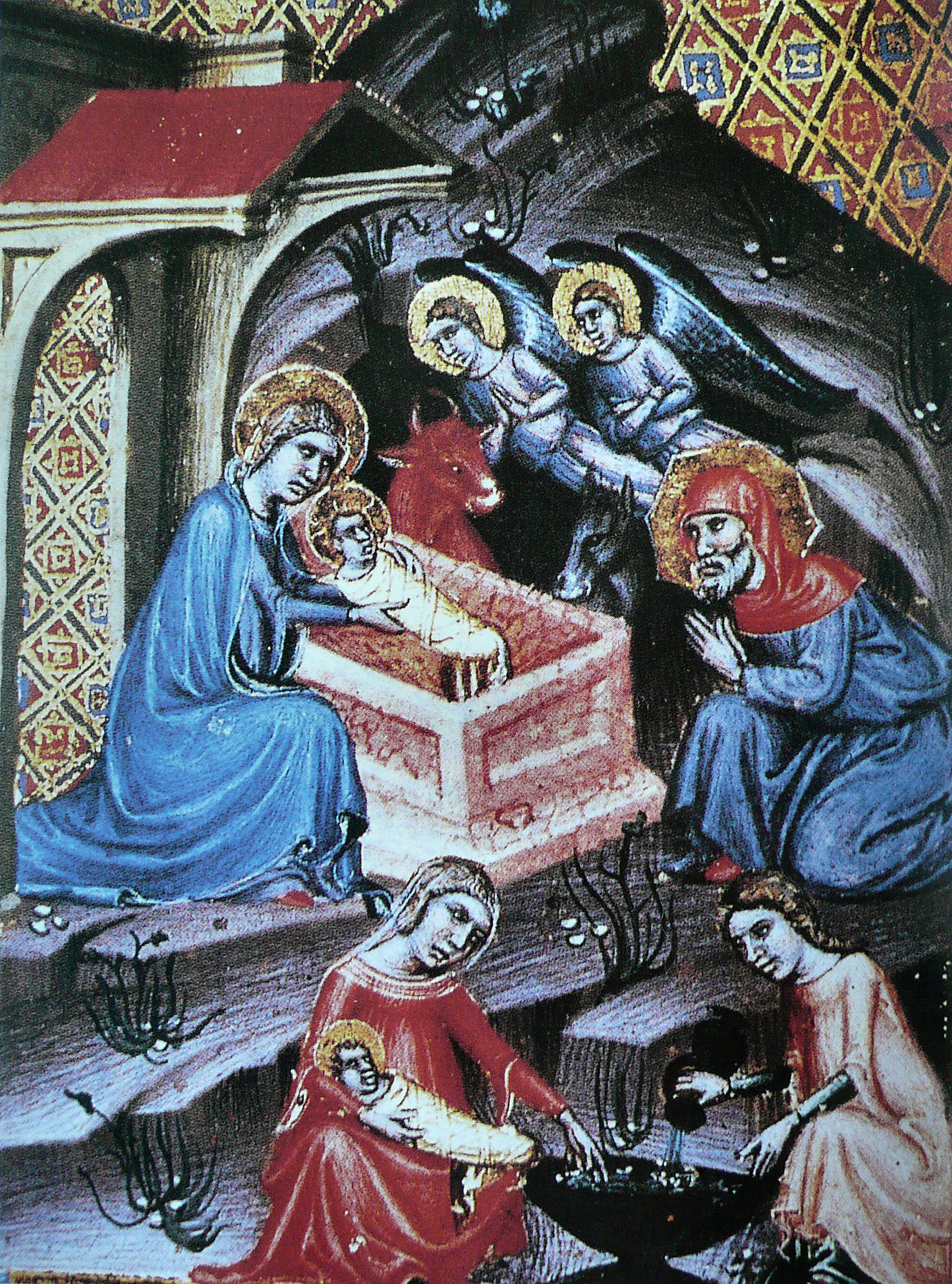
Natividad de Jesús (Ferrer Bassa)
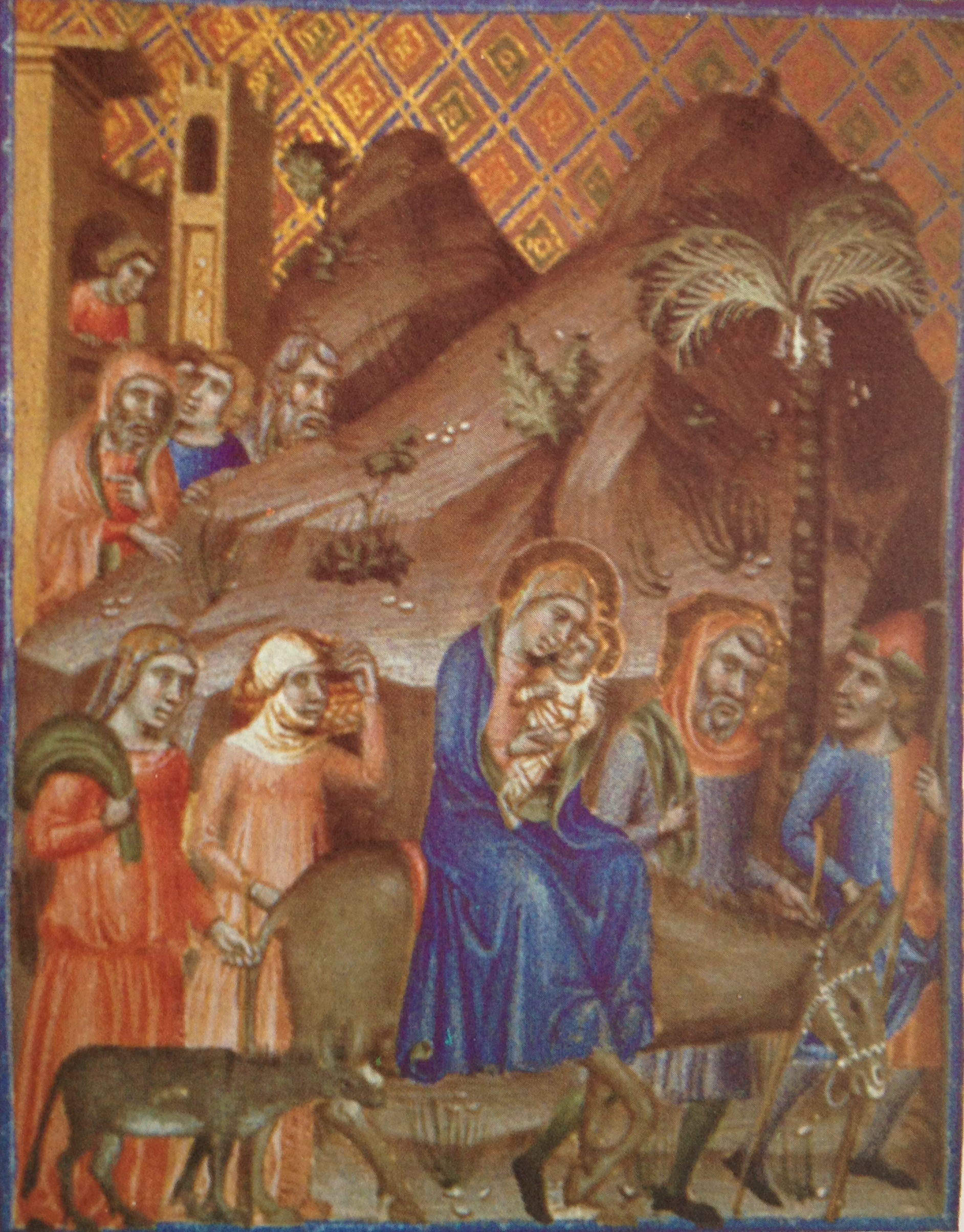
Huida a Egipto. (Ferrer Bassa)
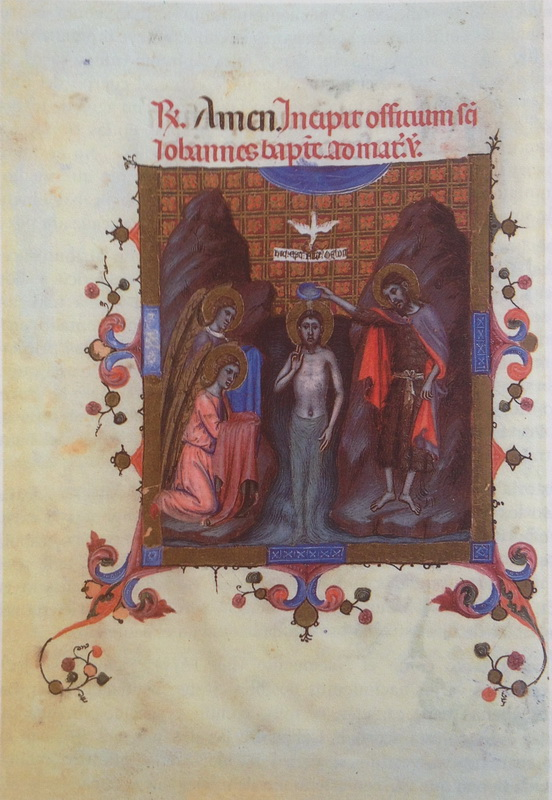
Bautismo de Cristo. (Arnau Bassa)
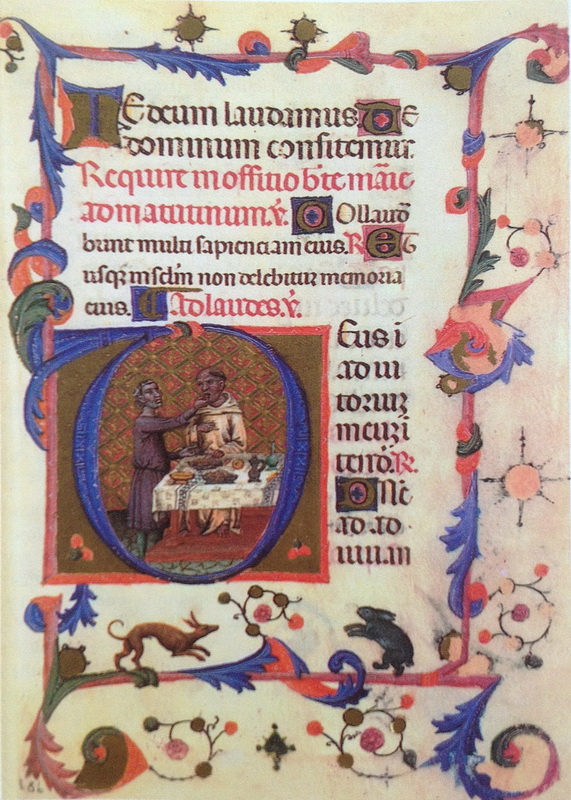
San Luis alimentando a un monje. (Maestro de Baltimore)

## Influencias de la obra
La muerte el mismo año del maestro Ferrer y de su discípulo e hijo Arnau Bassa en fechas cercanas al 1348, impidió un relevo generacional, pero permitió la aparición de otros artistas de su taller, entre los que destacan, en un primer lugar, el Maestro de Baltimore y Ramon Destorrents. Este segundo realizó un Salterio para Pedro el Ceremonioso en 1352, del que se desconoce el estilo, ya que no se ha conservado. El hijo de éste, Rafael Destorrents siguió la especialidad como miniaturista y a principio del siguiente siglo realizó el Misal de Santa Eulalia de la catedral de Barcelona, donado por el obispo Joan Armengol (1403) y conservado en la misma catedral.